# بورما اگیت
بورما اگیت (به انگلیسی: Burmah Agate) یک کشتی بود.